# Gone Girl
Gone Girl je album Johnnyja Casha, objavljen 1978. u izdanju Columbia Recordsa. Uključuje pjesme "No Expectations" Rolling Stonesa s albuma Beggars Banquet, originalnu "It Comes and Goes" i "A Song for the Life" Rodneyja Crowella, kao i obradu slavnog singla Kennyja Rogersa "The Gambler", objavljenog samo mjesec dana prije ovog albuma. Tri singla s albuma našli su se na ljestvicama - "Gone Girl", "I Will Rock and Roll with You" i "It'll Be Her" - ali se nisu uspjeli probiti u top 20 country ljestvice.

## Popis pjesama
1. "Gone Girl" (Jack Clement) – 3:12
2. "I Will Rock and Roll With You" (Cash) – 2:54
3. "The Diplomat" (Roger Bowling) – 4:03
4. "No Expectations" (Mick Jagger/Keith Richards) – 3:14
5. "It Comes and Goes" (Cash) – 2:34
6. "It'll Be Her" (Billy Ray Reynolds) – 3:09
7. "The Gambler" (Don Schlitz) – 3:43
8. "Cajun Born" (Kermit Goell/Jo-El Sonnier) – 3:21
9. "You and Me" (Roger Bowling/Larry Butler) – 2:45
  - S June Carter Cash
10. "A Song for the Life" (Rodney Crowell) – 3:12

## Izvođači
- Johnny Cash - vokali
- Marshall Grant - bas
- W.S. Holland - bubnjevi
- Bob Wootton - električna gitara
- Jimmy Capps, Tommy Allsup - akustična gitara
- Jack Clement - ritam gitara
- Earl Ball - klavir
- Jerry Hensley - električna gitara, akustična gitara
- Jack Hale, Bob Lewin - truba
- Jo-El Sonnier - harmonika
- The Carter Family, Jan Howard, The Jordanaires, Rosanne Cash - prateći vokali
- The Shelly Kurland Strings - gudački instrumenti

## Ljestvice
Singlovi - Billboard (Sjeverna Amerika)
| Godina | Singl                           | Ljestvica        | Pozicija |
| ------ | ------------------------------- | ---------------- | -------- |
| 1978.  | "Gone Girl"                     | Country singlovi | 44       |
| 1978.  | "It'll Be Her"                  | Country singlovi | 89       |
| 1978.  | "I Will Rock and Roll with You" | Country singlovi | 21       |

## Vanjske poveznice
- Podaci o albumu i tekstovi pjesama